# Warren Skaaren
Warren Skaaren (Rochester, 9 marzo 1946 – Austin, 28 dicembre 1990) è stato un produttore cinematografico e sceneggiatore statunitense, noto per aver collaborato in film come Batman, Beetlejuice - Spiritello Porcello, Beverly Hills Cop 2 e Top Gun.
Ha frequentato la Rice University di Houston (Texas), dove ha concluso gli studi nel 1969.
È stato candidato al Saturn Award per la miglior sceneggiatura, insieme a Michael McDowell, per il suo lavoro in Beetlejuice - Spiritello Porcello.

## Filmografia

### Sceneggiatore
- Fuochi incrociati (1986)
- Un piedipiatti a Beverly Hills 2 (1987)
- Beetlejuice - Spiritello porcello (1988)
- Batman (1989)

### Produttore
- Top Gun (1986)